# Mélanie Laberge
Mélanie Laberge est une actrice canadienne spécialisée dans le doublage. Elle est notamment la voix québécoise de Katherine Heigl, Amy Ryan, Tina Fey, Rachelle Lefèvre, Elisabeth Moss, Keira Knightley, Julianne Hough, Betsy Russell ainsi qu'une des voix de Sarah Paulson, Julia Roberts, Olivia Munn,  Gwyneth Paltrow, Rebecca Hall, Jessica Chastain, Bryce Dallas Howard et Rose Byrne.

## Doublage

### Cinéma

#### Films
| - Amy Ryan dans : - Gone Baby Gone (2007) : Helene McCready - La Zone verte (2010) : Lawrie Dayne - Jack en bateau (2010) : Connie - Gagnant Gagnant (2011) : Jackie Flaherty - Nœud du diable (2013) : Margaret Lax - Le Tombeau (2013) : Abigail Ross - Le Pont des espions (2015) : Mary Donovan - Agence de renseignement (2016) : Agent Pamela Harris - L'Infiltré (2016) : Bonni Tischler - Monstre sur roues (2016) : Cindy - Un garçon magnifique (2018) : Vicki Shego - Fin de soirée (2019) : Caroline Morton - Loups (2024) : Margaret - Tina Fey dans : - L'invention du mensonge (2009) : Shelley - Méchante soirée (2010) : Claire Foster - Admission (2013) : Portia Nathan - Sœurs (2015) : Kate Ellis - Whiskey Tango Foxtrot (2016) : Kim Baker - Qui a tué Maggie Moore(s) ? (2023) : Rita Grace - Mystère à Venise (2023) : Ariadne Oliver - Méchantes ados (2024) : Mme Sharon Norbury - Sarah Paulson dans : - Au gré des marées (2007) : Julie - Le Spirit (2008) : Dr. Ellen Dolan - Martha Marcy May Marlene (2011) : Lucy - Esclave pendant douze ans (2013) : Maîtresse Epps - Carol (2015) : Abby Gerhard - Le Post (2017) : Antoinette « Tony » Pinchot Bradlee - Debbie Ocean 8 (2018) : Tammy - Verre (2019) : Dr Ellie Staple - Bryce Dallas Howard dans : - La Saga Twilight : Hésitation (2010) : Victoria - La Couleur des sentiments (2011) : Hilly Holbrook - Monde jurassique (2015) : Claire Dearing - Peter et Elliott le dragon (2016) : Grace Meacham - Or (2016) : Kay - Monde jurassique : Le Royaume déchu (2018) : Claire Dearing - Rocketman (2019) : Sheila Eileen - Monde jurassique : La Domination (2022) : Claire Dearing - Argylle (2024) : Elly Conway / Rachel Kylle - Katherine Heigl dans : - Grossesse Surprise (2007) : Alison Scott - 27 Robes (2008) : Jane - La Vérité toute crue (2009) : Abby - Tuer pour aimer (2010) : Jen - La vie, tout simplement (2010) : Holly Berenson - La veille du Nouvel An (2011) : Laura - Rivales (2017) : Tessa Connover - Rachelle Lefèvre dans : - Le Roi du fleuve (2005) : Carlin Leander - Twilight : La fascination (2008) : Victoria - Le Monde de Barney (2010) : Clara « Chambers » Charnofsky - Maison blanche en péril (2013) : Melanie - Protection (2013) : Susan Hetch - Keira Knightley dans : - Une méthode dangereuse (2012) : Sabina Spielrein - Recherche ami pour partager fin du monde (2012) : Penny - Anna Karénine (2012) : Anna Karénine - Jack Ryan : Recrue dans l'ombre (2014) : Cathy Ryan - Laggies (2014) : Megan - Beauté cachée (2016) : Amy Moore - Julia Roberts dans : - Le Temps d'un été (2013) : Barbara Wetson - Dans ses yeux (2015) : Jess - La fête des mères (2016) : Miranda Collins - Merveilleux (2017) : Isabel Pullman - Le retour de Ben (2018) : Holly Burns - Betsy Russell dans : - Décadence 3 (2006) : Jill Tuck - Décadence 4 (2007) : Jill Tuck - Décadence 5 (2008) : Jill Tuck - Décadence 6 (2009) : Jill Tuck - Décadence 3D : Le chapitre final (2010) : Jill Tuck - Gwyneth Paltrow dans : - Iron Man 2 (2010) : Pepper Potts - Les Avengers : Le film (2012) : Pepper Potts - Iron Man 3 (2013) : Pepper Potts - Spider-Man: Homecoming (2017) : Pepper Potts - Julianne Hough dans : - Burlesque (2010) : Georgia - L'Ère du rock (2012) : Sherrie Christian - Un havre de paix (2013) : Katie - Brit Marling dans : - Another Earth (2011) : Rhoda Williams - Sound of My Voice (2012) : Maggie - Arbitrage (2012) : Brooke Miller - Olivia Munn dans : - Je ne sais pas comment elle fait (2011) : Momo Hahn - Magic Mike (2012) : Joanna - Délivrez-nous du mal (2014) : Jen - Keri Russell dans : - August Rush (2007) : Lyla Novacek - Histoires enchantées (2008) : Jill - Ciel Obscur (2013) : Lacey Barrett - Katee Sackhoff dans : - Interférences 2 (2008) : Sherry Clarke - Malédiction au Connecticut : Les fantômes de la Géorgie (2013) : Joyce - Oculus (2014) : Marie Russell - Sasha Alexander dans : - Monsieur Oui (2008) : Lucy Barnes - Quand arrive l'amour (2009) : la photographe - Rose Byrne dans : - Insidieux (2011) : Renai Lambert - Demoiselles d'honneur (2011) : Helen Harris III - Jessica Chastain dans : - L'Arbre de la vie (2011) : Mme O'Brien - Mama (2013) : Annabel - Kim Dickens dans : - L'éveil d'un champion (2009) : Mme Boswell - Les apparences (2014) : Inspecteur Rhonda Boney - Mireille Enos dans : - World War Z (2013) : Karin Lane - Sabotage (2014) : Lizzy Murray - Christine Horne dans : - L'ange de pierre (2008) : Hagar, jeune - La Captive (2014) : Vicky - Samantha Mathis dans : - Enterré (2010) : Linda Conroy (voix) - Atlas Shrugged: Part II (2013) : Dagny Taggart - Adrianne Palicki dans : - G.I. Joe : Les Représailles (2013) : Jaye - John Wick (2014) : Mme Perkins - Lauren Lee Smith dans : - Le dernier baiser (2006) : Lisa - Pathologie (2008) : Dr. Juliette Bath - Steph Song dans : - Guerre (2007) : Diane Lone - Dim Sum et funérailles (2009) : Meimei | - Stephanie Szostak dans : - Le dîner de cons (2010) : Julie - RIP Département (2013) : Julia - Maria Thayer dans : - Oublie Sarah Marshall (2008) : Wyoma - Jeux de pouvoir (2009) : Sonia Baker - 2005 : Harry Potter et la Coupe de feu : Lily Potter (Geraldine Somerville) - 2006 : L'Effet papillon 2 : Julie (Erica Durance) - 2006 : Marie-Antoinette : Tante Sophie (Shirley Henderson) - 2006 : La nuit des morts vivants en 3D : Barb (Brianna Brown) - 2007 : Oui, je le veux... pas! : Sarah Marie Barker (Amy Smart) - 2007 : Océan noir 2 : La dérive : Amy (Susan May Pratt) - 2007 : Piégés: La Deuxième Séduction : Jasmine (Lindsay Maxwell) - 2007 : Le Quatuor : Karen Smith (Siri Baruc) - 2007 : L'Auberge 2 : Stephanie (Jordan Ladd) - 2007 : L'Âme Sœur : Julia Barlett (Rachel Shelley) - 2007 : Le mariage de ma femme : Angela (Melissa Galianos) - 2007 : Je sais qui m'a tuée : Anya (Megan Henning) - 2007 : Festin d'amour : Chloe Barlow (Alexa Davalos) - 2007 : L'Éveil: Soif du sang : Jenny (Samaire Armstrong) - 2007 : La nuit des moutons : Dr. Rush (Tandi Wright) - 2007 : Musique en soi : Christine (Melissa George) - 2007 : L'Orphelinat : Laura (Belén Rueda) - 2008 : Le fantôme de son ex : Ashley (Lake Bell) - 2007 : La Grande Traversée : Rosario (Kate del Castillo) - 2008 : A Good Man Is Hard to Find : Chantel (Rachel Nicks) - 2008 : Infaillible : Cassie (Natalie Dormer) - 2008 : La Théorie du Chaos : Susan Allen (Emily Mortimer) - 2008 : Une vie de mensonges : Aïsha (Golshifteh Farahani) - 2008 : En route pour l'enfer : Nada (Leonor Varela) - 2008 : Qu'est-ce qui m'arrive ? : Dawn (Lily Rabe) - 2009 : Boogeyman 3 : Lindsey (Mimi Michaels) - 2009 : Push : La Division : Teresa Stowe (Maggie Siff) - 2009 : Screamers : La Chasse : Lieutenante Victoria Bronte (Gina Holden) - 2009 : Les Gardiens : Janey Slater (Laura Mennell) - 2009 : L'Effet papillon 3 : Rebecca Brown (Mia Serafino) - 2009 : Hanté par ses ex : Donna (Camille Guaty) - 2009 : Rage meurtrière 3 : Naoko (Emi Ikehata) - 2009 : Je t'aime, Beth Cooper : Mme Cooverman (Cynthia Stevenson) - 2009 : Opération G-Force : Marcie (Kelli Garner) - 2009 : Un paradis d'enfer : Cleo (Marley Shelton) - 2009 : District 9 : Sarah Livingstone (Nathalie Boltt) - 2009 : Serment Mortel : Jessica (Leah Pipes) - 2009 : Pandorum : Nadia (Antje Traue) - 2009 : La fièvre des planches : Mme Fran Rowan (Megan Mullally) - 2009 : Terreur à l'Halloween : Emma (Leslie Bibb) - 2009 : Le Quatrième Type : Sarah Fisher (Tyne Rafaeli) - 2009 : La Guerre des Broncos : Tabatha (Halley Feiffer) - 2009 : Où sont passés les Morgan ? : Jackie Drake (Elisabeth Moss) - 2010 : L'Aube des survivants : Audrey Bennett (Claudia Karvan) - 2010 : Universal Soldier : Régénération : Dr. Sandra Fleming (Emily Joyce) - 2010 : Le Messager : Lara (Merritt Wever) - 2010 : Le Choc des Titans : Marmara (Elizabeth McGovern) - 2010 : Le Plan B : Mona (Michaela Watkins) - 2010 : Millénium 3 : La Reine dans le palais des courants d'air : Monica Figuerola (Mirja Turestedt) - 2010 : Les Renforts : la thérapeute (Zoe Lister Jones) - 2010 : Là-bas : Deirdre (Alexandra Maria Lara) - Thekla Reuten dans : - L'Américain (2010) : Mathilde - Le Moineau rouge (2018) : Marta Yelenova - 2010 : Ondine : Ondine (Alicja Bachleda-Curus) - 2010 : Comment savoir : Terry (Shelley Conn) - 2011 : Course à la mort 2 : September Jones (Lauren Cohan) - 2011 : Sanctum : Judes (Allison Cratchley) - 2011 : Le Passe-Droit : Grace (Christina Applegate) - 2011 : Conduite infernale : Candy (Charlotte Ross) - 2011 : Daydream Nation : Mme Budge (Rachel Blanchard) - 2011 : Frissons 4 : Rebecca Walters (Alison Brie) - 2011 : Cellule 213 : Audrey Davis (Deborah Valente) - 2011 : N-Secure : Tina Simpson (Denise Boutte) - 2011 : Green Lantern : Carol Ferris (Blake Lively) - 2011 : Méchants patrons : Rhonda Harken (Julie Bowen) - 2011 : Like Dandelion Dust : Molly Campbell (Kate Levering) - 2011 : Six : Sofia Valenti (Caterina Murino) - 2011 : La Montée de la planète des singes : Caroline Aranha (Freida Pinto) - 2011 : Contagion : Dr. Ally Hextall (Jennifer Ehle) - 2011 : C'est quoi ton numéro ? : Daisy Darling (Ari Graynor) - 2011 : Johnny English renaît : Pamela (Gillian Anderson) - 2011 : Otages : Pétale (Jordana Spiro) - 2011 : Le Gardien d'enfants : Mme Pedulla (Erin Daniels) - 2012 : Dans l'ombre : Haley Gable (Simonetta Solder) - 2012 : La Fée des dents 2 : Brooke (Erin Beute) - 2012 : Le Porte-bonheur : Beth Clayton (Taylor Schilling) - 2012 : Journal de Tchernobyl : Amanda (Devin Kelley) - 2012 : Crooked Arrows : La Ligue des Braves : Julie Gifford (Crystal Allen) - 2012 : Dansez dans les rues 4 : Claire (Megan Boone) - 2012 : Total Recall : Mémoires programmées : Melina (Jessica Biel) - 2012 : Le Maître : Elizabeth Dodd (Ambyr Childers) - 2012 : Winnie : Marcia (Angelique Pretorius) - 2012 : Déjà 10 ans : Julie (Kelly Noonan) - 2012 : 40 ans : Mode d'emploi : Barb (Annie Mumolo) - 2013 : 30 Nights of Paranormal Activity with the Devil Inside the Girl with the Dragon Tattoo : Dana Galen (Kathryn Fiore) - 2013 : L'Infiltrateur : Analisa (Nadine Velazquez) - 2013 : L'Oubli : Victoria (Andrea Riseborough) - 2013 : Rédemption : Cristina (Agata Buzek) - 2013 : Gravité : la Capitaine de l'Explorer (voix) - 2013 : Rush : Suzy Miller (Olivia Wilde) - 2013 : The Right Kind of Wrong : Colette (Sara Canning) - 2013 : Arnaque américaine : Dolly Polito (Elisabeth Röhm) - 2014 : Le temps d'un été : Barbara Weston (Julia Roberts) - 2014 : Le fils de Dieu : Marie-Madeleine (Amber Rose Revah) - 2014 : Le voyage de cent pas : Maman (Juhi Chawla) - 2014 : Beethoven et la chasse au trésor : Anne Parker (Kristy Swanson) - 2015 : Kingsman : Services secrets : Michelle Unwin (Samantha Womack) - 2018 : Traîné sur le bitume : Melanie Ridgeman (Laurie Holden) - 2020 : Open Source : Sacha Zindel (Eva Marie) |

#### Films d'animation
- 2006 : Les Bagnoles : Sally
- 2008 : Horton entend un qui : Jessica / Heidi
- 2008 : WALL-E : l'ordinateur de bord
- 2008 : Le Conte de Despereaux : Princesse Pea
- 2009 : Un conte de Noël : Belle
- 2010 : Alpha et Oméga : Ève
- 2010 : Megamind : Roxanne Ritchie
- 2011 : Les Bagnoles 2 : Sally
- 2011 : Mission : Noël : l'ordinateur du Pôle Nord
- 2012 : Frankenweenie : Mme Frankenstein
- 2012 : Alpha et Oméga 2 : une nouvelle aventure : Eve
- 2014 : Opération Casse-noisette : Andie
- 2014 : Ma Moulton et moi : narration
- 2018 : ‘’Teen Titans Go! Le Film’’ : Wonder Woman
- 2018 : Spider-Man : Dans le Spider Verse : Doc Ock
- 2021 : Raya et le Dernier Dragon : la cheffe de la Queue du Dragon

### Télévision

#### Téléfilms
- 2006 : Mourir deux fois : Nicole Lauker (Kellie Martin)
- 2006 : Cercle meurtrier : Susan (Venus Terzo)
- 2008 : Une vie interrompue : Emily (Cary Lawrence)
- 2009 : Jugement sans appel : Megan Washington (Erica Durance)
- 2009 : Toile de mensonges : Kathie Anderson (Tara Nicodemo)
- 2010 : Tricheurs : la mère de Tanner (Drea de Matteo)
- 2011 : Relations secrètes : Jacqueline Fitzpatrick (Krista Bridges)
- 2012 : La Négotiatrice : Darcy Grainger (Erika Rosenbaum)
- 2012 : Héritage meurtrier : Karyn Mitchell (Sarah Jane Morris)
- 2013 : Still Life : A Three Pines Mystery : Dr. Myrna Landers (Patricia McKenzie)
- 2014 : L'énigme : Anna Walker (Elisabeth Röhm)
- 2015 : Enquêtes gourmandes : Meurtre au menu : Pauline Duquette (Laura Mennell)[1]

#### Séries télévisées
- Pascale Hutton dans :
  - 2007 : Intelligence : Julianna Vejzna
  - 2012 - 2014 : Arctic Air : Krista Ivarson

- 2006 - 2007 : Intelligence : Rebecca (Ali Liebert)
- 2006 - 2008 : Whistler : Nicole Miller (Holly Dignard)
- 2008 - 2009 : La Limite : Lucie (Sarah Manninen)
- 2009 : Mon papi de poche : Mère (Zara Ramm) (seulement 14 épisodes ont été doublés au Québec[2])
- 2007 - 2010 : Les Tudors : Anne Boleyn (Natalie Dormer)
- 2008 : Ma vie de star : Megan (Kristin Fairlie)
- 2008 - 2009 : Hôtel Babylon : Emily James (Alexandra Moen)
- 2010 : Dino Dan : Mère (Allana Harkin)
- 2010 - 2013 : Fitz : Ali Devon (Kathleen Munroe)
- 2011 : La légende de Camelot : Ygraine (Claire Forlani) (mini-série)
- 2012 - 2014 : Le Transporteur : Juliette Dubois (Delphine Chanéac) (la série est diffusée depuis le 4 janvier 2013 au Québec[3])
- 2012 : Finies les parades : Sylvia Tietjens (Rebecca Hall) (mini-série)
- 2013 - 2014 : Orange Is the New Black : Piper Chapman (Taylor Schilling) (les prochaines saisons seront doublées en Belgique[4].)
- 2013 - 2014 : Rogue : Shelley (Rachel Shelley)
- 2018 The Fosters : Stéphanie Foster (Teri Polo)

#### Séries d'animations
- 2005 : Winchell et Compagnie : Madame Adams

### Jeux vidéo
- 2014 : Assassin's Creed: Unity : Bishop